# KSV Oudenaarde
K.S.V Oudenaarde este un club de fotbal din Oudenaarde. 

## Jucători faimoși
- Pieter Merlier